# Gráinne (Sagengestalt)
Gráinne [ˈgrɒːnʲə] (irisch: Korn, Körnchen) ist eine Sagengestalt in der keltischen Mythologie Irlands, die weibliche Hauptfigur der Erzählung „Diarmuid und Gráinne“. Sie ist die Tochter des Hochkönigs Cormac mac Airt und Fionn mac Cumhail zur Heirat versprochen.

## Etymologie
Birkhan nimmt an, dass Gráinne sich vom altkeltischen *grann-ia herleitet. Über den Gott Grannus gäbe es dann eine Verbindung zu dessen weiblichem Pendant Sirona (etwa „große Kalbin“). Es kann dies auch eine Ableitung von vorkeltisch *greina, altirisch grían, Gen. gréne („Sonne“), oder auch von grond, gronn („Feuerbrand“) sein, was wiederum direkt zur Etymologie von Grannus führt.
Eine Figur mit aus demselben Wortstamm kommenden Namen ist Grían, die Schwester der Áine und Ziehtochter von Manannan mac Lir. Grian wird auch mit Macha in Verbindung gebracht. Benannt nach ihr ist der Hügel Cnoc Gréine (County Limerick), der als ihr Wohnort gilt.

## Mythologie
Die Erzählung „Diarmuid und Grainne“ gehört zum südirischen Finn-Zyklus um Fionn mac Cumhail. Obwohl sie Fionn zur Gattin versprochen ist, belegt Gráinne den jungen und schönen Fianna-Krieger Diarmuid mit einer geis, dass er sie noch vor der Hochzeit entführen müsse. Dem kann sich Diarmuid nicht entziehen und flüchtet mit Gráinne, wobei ihm seine Brüder zur Seite stehen. Fionn verfolgt die kleine Schar mit seinen Kriegern und zwingt sie immer wieder zum Kampf. Da Diarmuid aus Gefolgschaftstreue Gráinne lange Zeit nicht berührt, verspottet sie ihn, als bei einer Flussüberquerung Wassertropfen auf ihren Schenkel spritzen:
„Dieser Tropfen ist mutiger als du!“
Im Hain der heiligen Ebereschenbäume, wo sie Zuflucht finden, wird Gráinne von Diarmuid schwanger. Als sie Fionn auch dort entdeckt, hilft Diarmuids göttlicher Ziehvater Oengus und stiftet Frieden zwischen den Kontrahenten. Daraufhin zieht das Paar nach Rath Gráinne in Nord-Connacht, wo sie einige Jahre ungestört leben. Gráinne bekommt von Diarmuid insgesamt fünf Kinder, eine Tochter und vier Söhne. Doch dann gelingt es dem noch immer rachsüchtigen Fionn, Diarmuid in eine Falle zu locken; beim von ihm herbeigeführten Kampf mit einem Eber stirbt sein Nebenbuhler. Gráinne erfährt von Fionns Sohn Oisín, was geschehen ist und sie verteilt die Waffen ihres Gatten unter seinen Söhnen, damit sie dereinst den Tod des Vaters rächen können.
Einige Dolmen (Hünengräber) in Irland tragen heute noch den Namen Leapthacha Dhiarmada agus Ghráinne („Betten von Diarmuid und Gráinne“). St. Crónán’s Church aus dem 10. Jahrhundert gehört zu den ältesten noch genutzten Kirchen in Irland und liegt im Dorf Tuamgraney (Tuaim Gréine, „Grab der Gráinne“) im Osten des County Clare. In dieser Kirche soll Gráinne begraben sein.
Gráinne ist die Vorgängerin von Isolde und in ihrem Schicksal nahezu identisch mit Deirdre aus dem nordirischen Sagenkreis.